# Supermotard

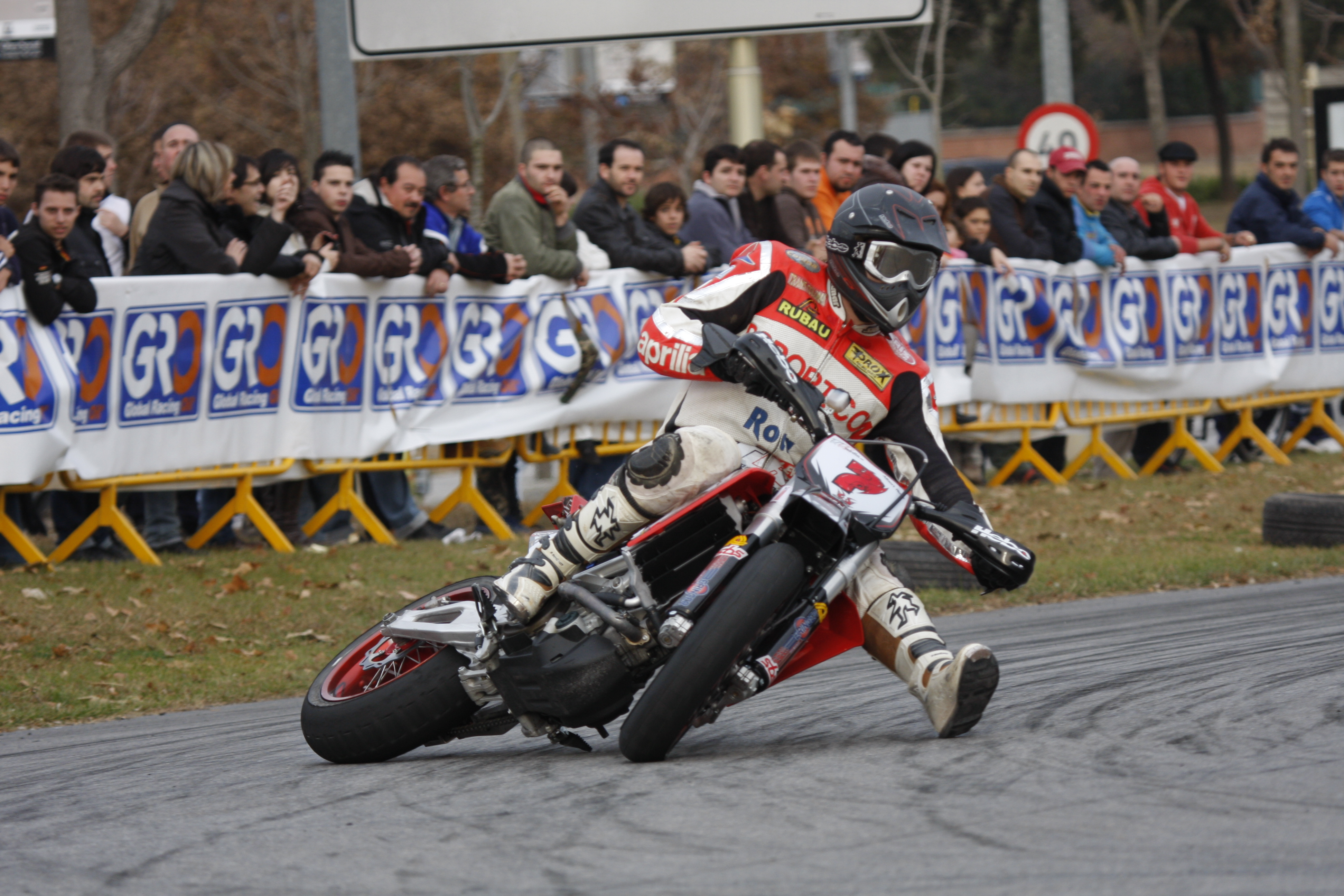
Een supermotardrijder

Supermotard is een tak van de motorsport die vooral in Frankrijk populair is.
Supermotard-wedstrijden zijn gebaseerd op dirttrack, maar worden bij gebrek aan ovale banen op andere circuits gereden. Het circuit bestaat deels (ca. 30%) uit zand, maar voornamelijk uit asfalt.
Vanwege de mengeling van asfalt en zand in Frankrijk ook wel course mixte genoemd. Er wordt gereden met omgebouwde crossers en enduromotoren, met aangepaste vering, remmen en banden. In Nederland ook wel speedtrack genoemd, in België superbiker.
Tijdens een supermotardweekend worden vaak ook wedstrijden met quads verreden, die dan superquader heten.

## Motoren
Super Motards (ook wel Super Moto genoemd) onderscheiden zich van crossmotoren door de bredere velgen met straatbanden. Het voorwiel is ook stukken kleiner, meestal zo'n 17 inch in plaats van de 21 inch bij crossmotoren. Ook het achterwiel wordt vervangen door een 17 inch wiel, met een breedte van 5 of 5,5 inch. Bovendien zitten er op Super Motards veel grotere remschijven omdat er meestal op asfalt geracet wordt.
De race-style van Super Motards is het best te omschrijven als een kruising van motorcross en Super Sport. Vooral het sliden in de bochten is zeer kenmerkend voor de Supermotard.

## Motortype

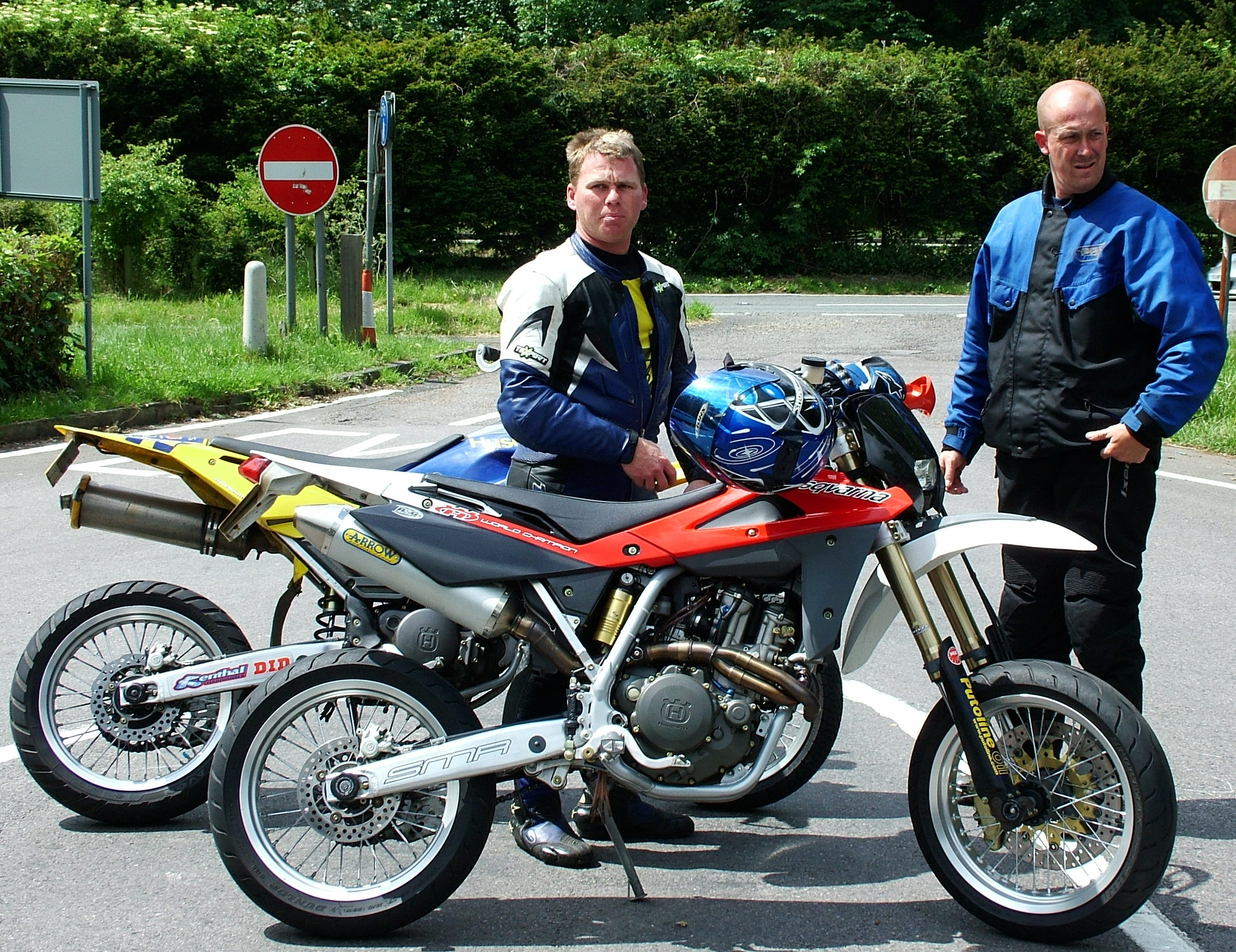
Husqvarna Supermotards

Supermotard is ook een type motorfiets: de motorfietsen die aanvankelijk moesten worden omgebouwd om aan deze wedstrijden deel te nemen worden nu ook door fabrikanten kant-en-klaar geleverd, zelfs voor gebruik op de weg. In principe zijn het off/allroadmotoren met:
- een kleiner en breder voorwiel en achterwiel
- grotere remschijven en remzuigers
- aangepaste vering